# Bataker
Bataker (battaker) är en ett malajiskt folk på norra Sumatra, som ursprungligen befolkade större delen av norra Sumatra, numera främst runt Tobasjön. Det finns ungefär 3 miljoner bataker i Indonesien. 
På Palawan i Filippinerna lever en spillra på omkring 300 bataker.
Batakernas språk är batak. Etniskt utgör de en blandning mellan de negritiska folk som invandrade till området för 30.000-15.000 år sedan och malajfolk som kom till området omkring 500 före Kristus.
De flesta bataker är kristna eller muslimer, men en anfäderskult är fortfarande viktig för många, Deras religion präglas av dyrkan av olika andar, en föreställning om en högsta gud och en trimurti. Batakernas hus vilar på pålar och har ett båtaktigt utsvängt tak. De är huvudsakligen våtrisodlare, organiserade i patrilinjära klaner.